# کارلوس مونیوز (بازیکن فوتبال)
کارلوس مونیوز (انگلیسی: Carlos Muñoz؛ زادهٔ ۲۵ اوت ۱۹۶۱) بازیکن فوتبال بازنشسته اهل اسپانیا معروف به کارلوس، که در پست مهاجم بازی می‌کرد. او در دوران حرفه‌ای خود در کشور خود نماینده پنج باشگاه بود، که عمدتاً باشگاه فوتبال رئال اویدو بازی کرده‌است. در ۳۰ سالگی به مکزیک رفت و در آنجا به زدن گل ادامه داد. در طول ۱۱ فصل، او در مجموع ۳۱۴ مسابقه و ۱۱۱ گل در لالیگا به ثمر رساند.
وی همچنین در تیم ملی فوتبال اسپانیا بازی کرده‌است.

## زندگی‌نامه
کارلوس در اوبدا، اندلس متولد شد. در سن هفت سالگی، او به همراه خانواده‌اش به منظور کار به کاتالونیا رفت. بازی حرفه‌ای خود را با باشگاه‌های آماتور محلی آغاز کرد و اولین بازی خود را در لیگ دسته سوم با ایگوالادا انجام داد.
در سال ۱۹۸۱، کارلوس برای خدمت سربازی به کادیس نقل مکان کرد و یک سال را در خارج از فوتبال سپری کرد، باشگاه محلی کادیس سعی کرد او را به دست آورد، اما توسط باشگاه فوتبال ایگوالادا رد شد.

## دوران حرفه‌ای
در سال ۱۹۸۳، کارلوس با باشگاه بارسلونا قرارداد امضا کرد و در باشگاه فوتبال بارسلونا بی بازی می‌کرد - او با تیم اول در کوپا دی لالیگا رقابت کرد - همچنین به‌طور قرضی در باشگاه فوتبال الچه، باشگاه فوتبال هرکولس و باشگاه فوتبال رئال مورسیا در لالیگا بازی کرده‌است.
کارلوس بعداً به بارسلونا بازگشت و علیرغم تمایل خود برای ماندن در اویدو، به اتلتیکو مادرید فروخته شد و هرگز نتوانست در آنجا اقامت کند، و در پایتخت مانند بالتازار و مانول سانچز ماندگار و ممنوع الخروج شد.